# Grimmia exquisita
Grimmia exquisita là một loài Rêu trong họ Grimmiaceae. Loài này được J. Muñoz mô tả khoa học đầu tiên năm 2002.